# Stefania Toczyska
Stefania Toczyska nata Krzywińska (Grudziądz, 19 febbraio 1943) è un mezzosoprano polacco naturalizzato austriaco.

## Biografia
Ha vissuto a Toruń dove ha frequentato la locale scuola di musica, conoscendo e sposando Romuald Toczyski, un insegnante.
Nel 1968 si trasferì con la famiglia a Danzica per completare la propria formazione all'Accademia di Musica, dove studiò canto con Barbara Iglikowska, diplomandosi con merito nel 1973. Ancora studente, la Toczyska si mise in luce vincendo concorsi internazionali (Tolosa, 1971; Parigi, 1972; 's-Hertogenbosch, 1973).
Il debutto come professionista avvenne nel 1973 all'Opera di Stato Baltica della sua città come protagonista della Carmen. Nei quattro anni successivi, la Toczyska si produsse stabilmente a Danzica, imponendosi come mezzosoprano principale della compagnia, compiendo saltuariamente visite come guest star in altri teatri. All'Opera di Stato Baltica fu protagonista di due allestimenti create appositamente per lei: Samson et Dalila (1975) e La favorita (1978).
Dopo essersi affermata in patria, nel 1977 cominciò a cantare all'estero, interpretando a Basilea Amneris nell'Aida. Il 15 luglio 1979 cantò per l'ultima volta a Danzica nel ruolo di Dalila; in seguito si trasferì definitivamente a Vienna, divenendo un membro stabile dell'Opera di Stato di Vienna.
Ha cantato in tutti i maggiori teatri internazionali, rimanendo particolarmente legata al suo Paese, dove sì è spesso esibita al Teatro Wielki di Varsavia.
Il 16 settembre 1979 debuttò negli Stati Uniti all'Opera di San Francisco nel ruolo di Laura nella La Gioconda accanto a Renata Scotto e Luciano Pavarotti, in seguito cantò Amneris alla San Francisco Opera (1981) e alla Royal Opera House di Londra  (1983) e al Teatro Colón di Buenos Aires.
Nel 1988, la Toczyska esordì al Metropolitan Opera nei panni di Marfa nella Kovancina; nei nove anni successivi canterà Amneris, Azucena, Laura, Marina, Ulrica, Jezibaba e la Principessa di Bouillon.

## Repertorio
- Giuseppe Verdi
  - Aida (Amneris)
  - Il trovatore (Azucena)
  - Un ballo in maschera (Ulrica)[1]
  - Don Carlo (Eboli)
- Gaetano Donizetti
  - La favorita (Leonora)
- Vincenzo Bellini
  - Beatrice di Tenda (Agnese del Maino)
- Amilcare Ponchielli
  - La Gioconda (Laura)
- Francesco Cilea
  - Adriana Lecouvreur (Principessa di Bouillon)
- Georges Bizet
  - Carmen (Carmen)
- Camille Saint-Saëns
  - Samson et Dalila (Dalila)
- Sergej Sergeevič Prokof'ev
  - Il giocatore (Babulenka)

## Discografia
- Giuseppe Verdi, Il trovatore.

Royal Opera House Orchestra and Chorus; direttore: Colin Davis.
José Carreras – Katia Ricciarelli – Stefania Toczyska – Yuri Mazurok.
Philips, 1980.
- Aleksandr Porfir'evič Borodin, Guerra e pace.

Direttore: Mstislav Rostropovič
Stefania Toczyska – Galina Pavlovna Višnevskaja.
1986.
- Szymanowski: King Roger

Romuald Tesarowicz/Piotr Beczała/Olga Pasichnyk/Wojtek Drabowicz/Stefania Toczyska/Krzysztof Szmyt/Alla Polacca Choir/Polish National Opera Orchestra/Polish National Opera Chorus/Jacek Kaspszyk/Ryszard Wroblewski/Justyna Kabala/Maciej Dunin-Borkowski
2010 CD Accord